# Octanol
Un octanol es un alcohol monosustituido con 8 átomos de carbono unidos por enlaces covalentes sencillos y un solo grupo -OH. Su formula molecular es C8H18O y masa molecular 130,23 g/mol . El más importante de la familia es el octan-1-ol (también llamado 1-octanol, octanol-1, n-octanol o simplemente octanol) que sirve como disolvente de referencia para estudiar el comportamiento de las sustancias frente a los lípidos, que puede deducirse si conocemos el valor de su coeficiente de reparto octanol-agua.
Otros isómeros son alcoholes secundarios o terciarios, con cadena lineal o ramificada. 
Se obtienen a partir del octano y de otros hidrocarburos saturados mediante distintas reacciones químicas. 
Se conocen muchos isómeros de posición y de cadena con la fórmula molecular C8H18O. Algunos de ellos también presentan isomería óptica por tener uno o varios carbonos asimétricos.

## Isómeros de cadena lineal
| Nombre tradicional             | Estructura | Tipo de alcohol | Nombre IUPAC         | Puntos de ebullición (°C) | [2][3] Nº CAS |
| ------------------------------ | ---------- | --------------- | -------------------- | ------------------------- | ------------- |
| n-octanol alcohol octílico     |            | primario        | octan-1-ol 1-octanol | 195 °C[4]                 | 111-87-5      |
| alcohol caprílico              |            | secundario      | octan-2-ol 2-octanol | 174-180 °C[5]             | 123-96-6      |
| Etilpentilcarbinol etilhexanol |            | secundario      | octan-3-ol 3-octanol | 174-176 °C[6]             | 589-98-0      |
| Butilpropilcarbinol            |            | secundario      | octan-4-ol 4-octanol | 174-180 °C[5]             | 589-62-8      |

## Isómeros de cadena ramificada
El número y variedad de isómeros de cadena ramificada es mucho mayor. En la siguiente tabla se muestran algunos de ellos.
| Nombre tradicional | Estructura | Tipo       | Nombre IUPAC                                | Puntos de ebullición (°C)< | [2][3] Nº CAS |
| ------------------ | ---------- | ---------- | ------------------------------------------- | -------------------------- | ------------- |
|                    |            | secundario | 3-metilheptan-2-ol 3-metil-2-heptanol       | 166 °C                     | 31367-46-1    |
|                    |            | terciario  | 2-metilheptan-2-ol 2-metil-2-heptanol       | 156 °C                     | 625-25-2      |
|                    |            | secundario | 4-metilheptan-3-ol 4-metil-3-heptanol       | 98—99 °C (a 75 mmHg)[7]    | 14979-39-6    |
|                    |            | secundario | 2-etilhexan-1-ol 2-etil-1-hexanol           | 184,6 °C[8]                | 107-76-7      |
|                    |            | terciario  | 2,3-dimetilhexan-2-ol 2,3-dimetil-2-hexanol | 160,6 °C                   | 19550-03-9    |
|                    |            | terciario  | 2,5-dimetilhexan-2-ol 2,5-dimetil-2-hexanol | 154,5 °C[9]                | 3730-60-7     |
|                    |            | secundario | 2,4-dimetilhexan-3-ol 2,4-dimetil-3-hexanol | 161 °C                     | 13432-25-2    |
|                    |            | secundario | 2-propilpentan-1-ol 2-propil-1-pentanol     | 80—82 °C (a 12 mmHg)[10]   | 58175-57-8    |